# Distretto di Amarilis
Il distretto di Amarilis è un distretto del Perù nella provincia di Huánuco (regione di Huánuco) con 67.617 abitanti al censimento 2007, dei quali 57.596 censiti in territorio urbano e 10.021 in territorio rurale.
È stato istituito il 1º giugno 1982, ed ha come capoluogo la città di Paucarbamba.